# مایکل جی. موی
مایکل جی. موی (انگلیسی: Michael G. Moye؛ زادهٔ ۱۱ اوت ۱۹۵۴) یک فیلم‌نامه‌نویس، و عکاس اهل ایالات متحده آمریکا است. وی یکی از تهیه‌کنندگان سریال متأهل… بچه‌دار بود.